# Villeneuve-sur-Bellot
Villeneuve-sur-Bellot ist eine französische Gemeinde mit 1.143 Einwohnern (Stand: 1. Januar 2022) im Département Seine-et-Marne in der Region Île-de-France. Sie gehört zum Arrondissement Provins und zum Kanton Coulommiers (bis 2015: Kanton Rebais). Die Einwohner nennen sich Villeneuvois.

## Lage
Villeneuve-sur-Bellot liegt etwa 73 Kilometer östlich von Paris am Petit Morin. Umgeben wird Villeneuve-sur-Bellot von den Nachbargemeinden Hondevilliers im Norden und Nordwesten, Verdelot im Osten und Nordosten, Bellot im Süden sowie Sablonnières im Westen.

## Bevölkerungsentwicklung
| Jahr                      | 1962 | 1968 | 1975 | 1982 | 1990 | 1999 | 2006 | 2013 |
| Einwohner                 | 777  | 758  | 762  | 786  | 955  | 1070 | 1135 | 1143 |
| Quelle: Cassini und INSEE |      |      |      |      |      |      |      |      |

## Sehenswürdigkeiten

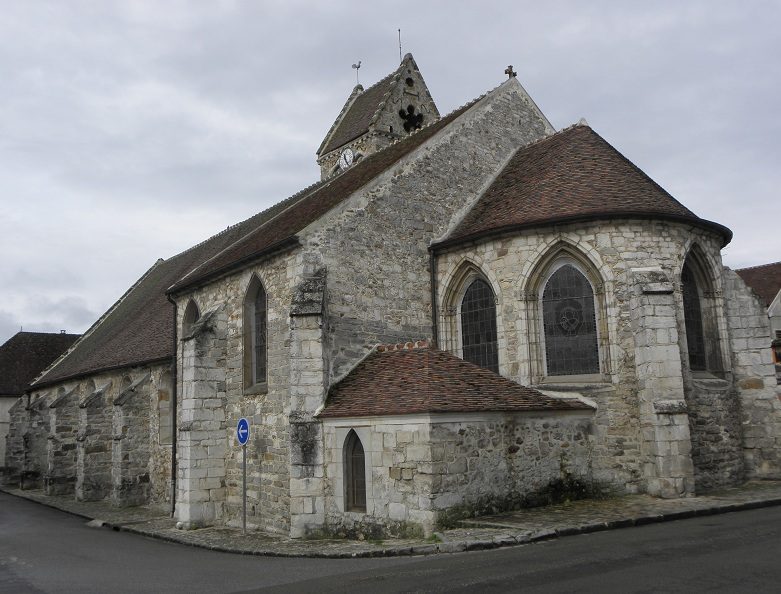
Kirche Saint-Rémi

- Kirche St-Rémi aus dem 12. Jahrhundert, umgebaut im 18. Jahrhundert (siehe auch: Liste der Monuments historiques in Villeneuve-sur-Bellot)
- Schloss Villeneuve aus dem 16. Jahrhundert